# 杉勇
杉 勇（すぎ いさむ、1904年8月1日- 1989年11月25日）は、日本の歴史学者、東京教育大学名誉教授。専攻は古代オリエント史。

## 経歴
1904年、大阪で生まれた。東京帝国大学文学部西洋史学科で学び、1927年に卒業。
卒業後は東京教育大学助教授に就いた。後に教授昇格。1968年に東京教育大学を定年退官し、名誉教授となった。その後は明治大学教授、跡見学園女子大学教授を務めた。1989年に死去。死去と同時に正四位受勲。

## 家族・親族
- 祖父：杉亨二は統計学者。[2]。

## 著朔
著書
- 『楔形文字入門』中央公論社(中公新書) 1968
  - 文庫化 講談社学術文庫 2006
- 『古代オリエント』(世界の歴史 1) 講談社 1977
- 『中洋の歴史と文化：杉勇古代オリエント学論集』筑摩書房 1991[3]

### 共編著
- 『西洋古代史 第1』(世界歴史大系 14) 石橋智信・大畠清共著、平凡社 1936
- 『オリエント 第1』(図説世界文化史大系 3) 角川書店 1960
- 『ナイルの王墓』(世界の文化史蹟 1) 講談社 1967
- 『オリエントの廃墟』(世界の文化史蹟 2) 三笠宮崇仁共編、講談社 1968
- 『エジプト美術』(大系世界の美術 3) 学習研究社 1972
- 『アラブの世界：その歴史と文化』前嶋信次・谷泰・護雅夫ほか共著、朝日新聞社(朝日ゼミナール双書) 1974

執筆「中洋の歴史と文化：概論」11-49頁.
- 『古王国・中王国』(エジプトの秘宝 1) 講談社、1981
- 『オリエント史講座』(全6巻) 前嶋信次・護雅夫共編、学生社 1982-1986

### 訳書
- 『エジプトの少年』M・マチエ（ロシア語版）著、福井研介共訳、岩波少年文庫 1955
  - 復刊 1992年
- 『ギリシア芸術とスポーツ』ベルンハルト・ノイッチュ（ドイツ語版）著、養徳社 1965
- 『古代オリエント史』S.モスカーティ（英語版）著、鈴木一州訳 校閲 講談社 1967
- 『メソポタミアとイラン』M.E.L.マロワン著、創元社(世界古代史双書) 1970
- 『古代オリエント集』(筑摩世界文学大系 1) 編者代表、共訳、筑摩書房 1978[4]

杉訳「アラム」
- 『聖書考古学序説：『旧約聖書』の地を掘る』ロナルド・ハーカー著、学生社 1979
- 『シュメール神話集成』尾崎亨共訳、ちくま学芸文庫 2015
- 『エジプト神話集成』屋形禎亮共訳、ちくま学芸文庫 2016

## 参考
- 著者紹介：『楔形文字入門』－紀伊國屋書店